# Сборный (Самарская область)
Сбо́рный — посёлок в Сызранском районе Самарской области. Административный центр сельского поселения Волжское.

## История
Посёлок основан в 1910 году. В 1919 году была построена школа. В 1930 году был создан колхоз «Путь к социализму». В 1957 году колхоз был реорганизован в совхоз «Волжский», на базе которого была построена птицефабрика «Волжская». 5 марта 1969 года был основан совхоз «Россия». В этом же году была построена школа. В 1974 году было открыто почтовое отделение, детский сад, дом культуры. В 1976 году была открыта Сборно-Симоновская средняя школа.

## Население
| 2010 |
| ---- |
| 1122 |

## Награды
- 1978 год — переходящее Красное Знамя (за высокие надои молока и высокие урожаи зерновых и кормовых культур).